# Aleksander Zasławski
Aleksander Zasławski (ur. po 1577, zm. 1629) herbu Baklay – książę, kasztelan wołyński 1605 wojewoda bracławski (1615) i kijowski (1628),  starosta żytomierski, ojciec Władysława Dominika Zasławskiego–Ostrogskiego. II ordynat ostrogski.
Studiował na Uniwersytecie w Ingolstadt w  1598 roku, na Uniwersytecie w Padwie w 1600 roku i Uniwersytecie w Bolonii w 1601 roku. 
W 1620 został spadkobiercą dóbr rodziny Ostrogskich, po zmarłym ojcu  swej żony, Januszu Ostrogskim uzyskując m.in. 80 miast i miasteczek (np. Dubno), 2760 wsi, 900 000 złotych w gotówce, w stołach, srebrach, klejnotach, 600 000 czerwonych złotych, a w skarbcu 700 000.
Jako senator brał udział w sejmie 1606 i sejmie nadzwyczajnym 1613 roku.
Deputat na Trybunał Główny Koronny z województwa wołyńskiego w 1610, 1618, 1623 roku.